# Le Vigan
Le Vigan (okcitansko Lo Vigan) je naselje in občina v južni francoski regiji Languedoc-Roussillon, podprefektura departmaja Gard. Leta 2008 je naselje imelo 3.964 prebivalcev.

## Geografija
Kraj leži v pokrajini Languedoc znotraj narodnega parka Seveni ob reki Arre, 78 km severozahodno od Nîmesa.

## Uprava
Le Vigan je sedež istoimenskega kantona, v katerega so poleg njegove vključene še občine Arphy, Arre, Aulas, Avèze, Bez-et-Esparon, Bréau-et-Salagosse, Mandagout, Mars, Molières-Cavaillac, Montdardier, Pommiers in Rogues z 8.612 prebivalci.
Naselje je prav tako sedež okrožja, v katerem se nahajajo kantoni Alzon, Lasalle, Quissac, Saint-André-de-Valborgne, Saint-Hippolyte-du-Fort, Sauve, Sumène, Trèves, Valleraugue in Vigan z 31.595 prebivalci.

## Zanimivosti
- Musée Cévenol, muzej umetnosti n ljudske tradicije,
- stari most iz 12. in 13. stoletja, simbol mesta,
- kostanjeva promenada iz 14. stoletja,
- cerkev sv. Petra, zgrajena v letih 1686-1704, prenovljena v začetku 20. stoletja,
- nekdanji kapucinski samostan iz 17. in 18. stoletja,
- dvorec Château d’Assas iz 18. stoletja.

## Pobratena mesta
- Cisano sul Neva (Ligurija, Italija),
- Bigastro (Valencia, Španija).